# Emiel De Winter
Emile Pierre De Winter (Elsene, 23 november 1902 - Laken, 17 augustus 1985), was Belgisch secretaris-generaal en senator.

## Levensloop
De Winter werd landbouwingenieur (KU Leuven, 1925) en licentiaat handels- en financiële wetenschappen (KU Leuven 1934). Hij doorliep een loopbaan als ambtenaar. Hij werd kabinetschef van de minister van Economische Zaken en kort voor de Tweede Wereldoorlog secretaris-generaal voor Landbouw.

## Secretaris-generaal tijdens de oorlog
Hij trok op 16 mei 1940 mee met de regering naar Frankrijk en was in juli al terug in het land. Hij mocht, met toestemming van de bezetter, zijn functie weer opnemen en werd lid van het Comité van de secretarissen-generaal dat door de Belgische regering was ingesteld voor het geval ze zelf niet meer kon functioneren en dat door de Duitse bezetter als een vorm van voorlopige regering werd aanvaard.
De Winter werd naast secretaris-generaal voor landbouw ook verantwoordelijk voor de voedselvoorziening. De ganse organisatie, op corporatieve wijze (de Nationale Landbouw- en Voedingscorporatie), van de verschillende beroepen die met voedsel voor de bevolking te maken hadden, stond onder zijn gezag. Hij bleef de functie uitoefenen tot 5 september 1944.

## Na de oorlog
Opgepakt bij de Bevrijding werd hij geschorst. De belangrijkste hem ten laste gelegde feiten waren: 
- de oprichting van de Corporatie voor Landbouw en Voeding,
- de benoeming van de VNVer Piet Meeuwissen aan het hoofd ervan,
- de oprichting van het Commissariaat voor Prijzen en Lonen,
- zijn steun aan de benoeming van sommige VNV'ers, onder meer van Gerard Romsée als secretaris-generaal.

Het auditoraat-generaal oordeelde echter dat De Winter deze feiten niet kwaadwillig had gepleegd en ze werden niet tegen hem weerhouden. Anderzijds kon hij aantonen welke inspanningen hij allemaal voor de voedselbevoorrading had geleverd en hoe hij hierdoor regelmatig in botsing was gekomen met de bezetter. In mei 1947 werd hij buiten vervolging gesteld.

## Senator
In 1949 werd hij, in het kader van de verruimingsoperatie die de CVP doorvoerde, tot senator voor het arrondissement Brussel verkozen. Hij bleef dit ambt uitoefenen tot in 1971. In 1965 werd hij ook lid van het Europees parlement.
De Winter, die in de beroepsmiddens op prijs werd gesteld vanwege de wijze waarop hij zijn departement tijdens de oorlog had geleid, hield er een uitgebreid netwerk aan contacten aan over en werd hierdoor aangezocht om in verschillende raden van bestuur zitting te nemen.